# Vieille Forteresse
La Vieille Forteresse (en italien : Fortezza Vecchia), est une fortification située à la limite du port de Livourne, dans la province de Livourne en Toscane,.
Elle a subi des modifications et des reconstructions  au fil des siècles, du Moyen Âge jusqu'au XXe siècle.

## Historique

### Origine
Depuis l'Antiquité, la zone de la Vieille Forteresse a été affectée par de nombreux habitats, dont il reste encore aujourd'hui quelques vestiges, comme par exemple les vestiges d'un habitat de cabanes datant de la transition entre l'âge du bronze et l'âge du fer, au-delà duquel se trouve une couche de découvertes de l'époque étrusque et romaine.

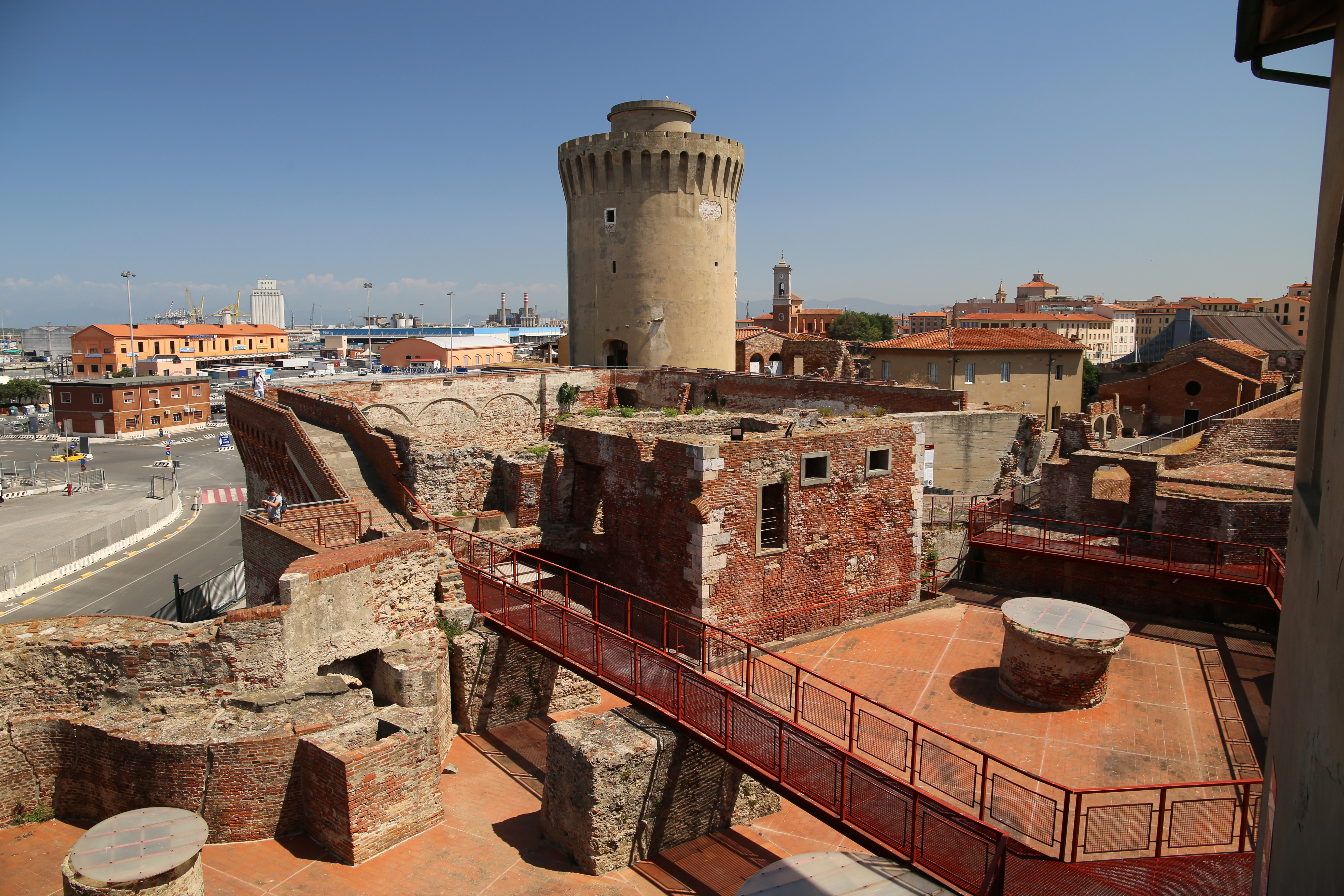
La Qaudratura dei Pisani, avec la tour carrée et le donjon Mathilda.

Au Moyen Âge, le noyau original de la forteresse était constitué d'une tour carrée située à la limite de Porto Pisano, le grand port qui s'étendait entre Pise et le village d'alors Labronico. Cet artéfact, bien que plus bas, est toujours visible. Par la suite, à une courte distance de la première, une deuxième tour circulaire a été construite, dont la tradition dit qu'elle a été construite par la volonté de Mathilde de Canossa, même sans aucune preuve historique réelle. Après la seconde moitié du XIVe siècle, les deux tours furent reliées par un mur d'enceinte commandé par la république de Pise, appelé Quadratura dei Pisani, remplaçant probablement une ancienne palissade en bois.

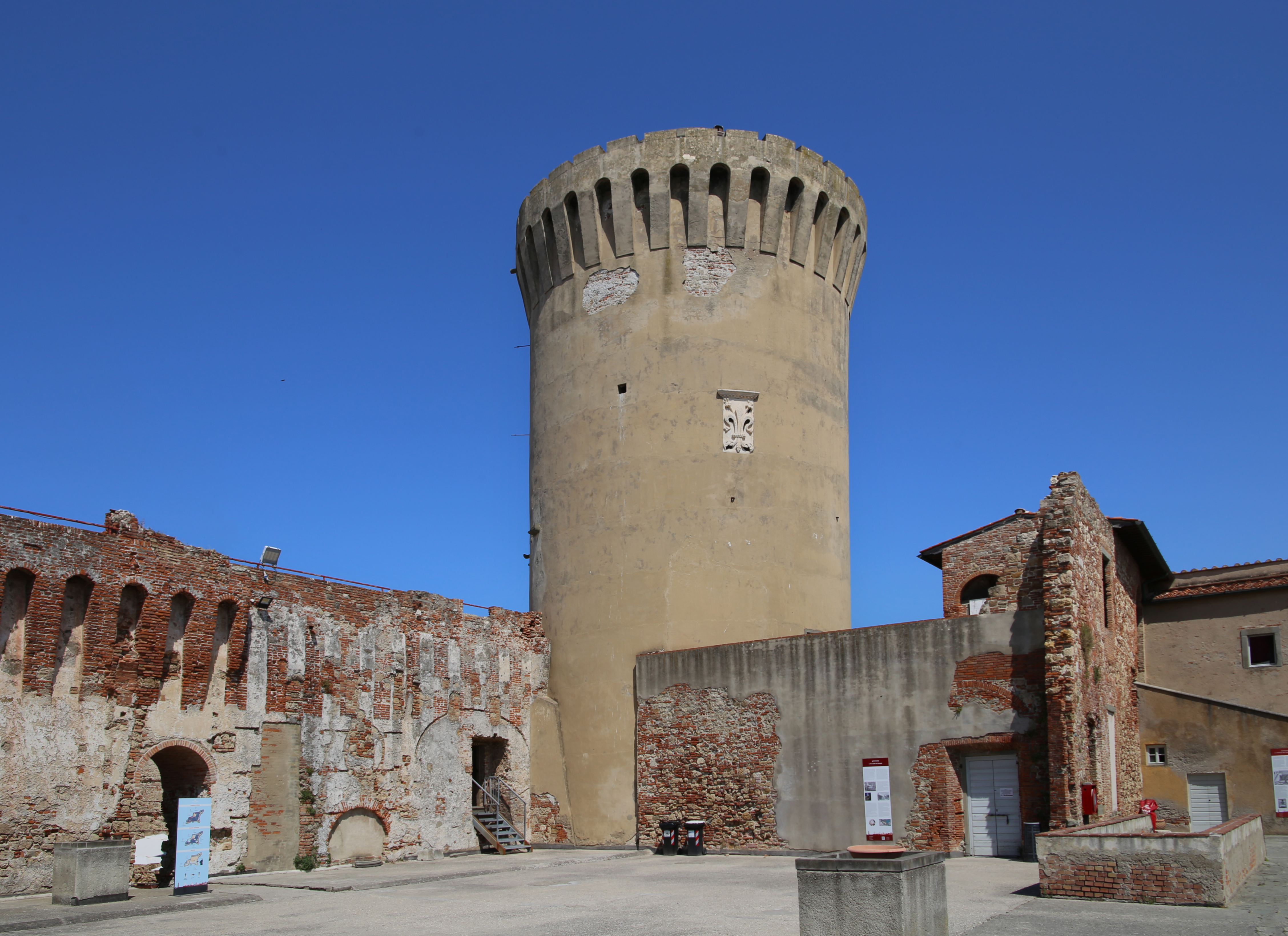
La donjon Mathilda vu de l'intérieur.

La Quadratura dei Pisani a été construite vers 1377, même si certains historiens la font remonter à la construction des murailles du château de Livourne (1392). On l'appelait aussi Rocca Nuova pour la distinguer de la Rocca Vecchia, une fortification carrée non loin de l'actuelle Fortezza Vecchia, dans la zone où se dresse aujourd'hui le Monumento dei Quattro mori (it). Selon certains, elle aurait été construite par les Pisans Puccio di Landuccio et Francesco di Giovanni Giordani. C'était le siège de la garnison portuaire,
La Quadratura dei Pisani consistait en une fortification de forme presque carrée et composée d'une série d'habitations et de pièces utilisées comme entrepôts et avait un niveau moyen au-dessus de la mer d'environ 4,80 m. Les murs de briques, comme on le voit encore aujourd'hui, étaient crénelés et entourés d'un chemin de ronde.
En 1405, lorsque Livourne passa sous le pouvoir de la république de Gênes, trois forts furent construits sur trois côtés de la mer pour abriter les bombardes et autres canons de tous côtés ; de plus, les murs côté terre étaient effilés et renforcés à l'extérieur par des remblais pour résister aux tirs ennemis, tandis que le crénelage initial fut remplacé par un ensemble de  merlons arrondis, taillés dans le parapet, plus adaptés pour dévier les bombardements et les tirs. Il constitue actuellement l'avant-corps s'avançant vers la mer sur lequel s'insère le bastion Canaviglia au niveau de la Bocca della Darsena. On y accède depuis l'entrée actuellement utilisée pour les visites touristiques.

### La forteresse

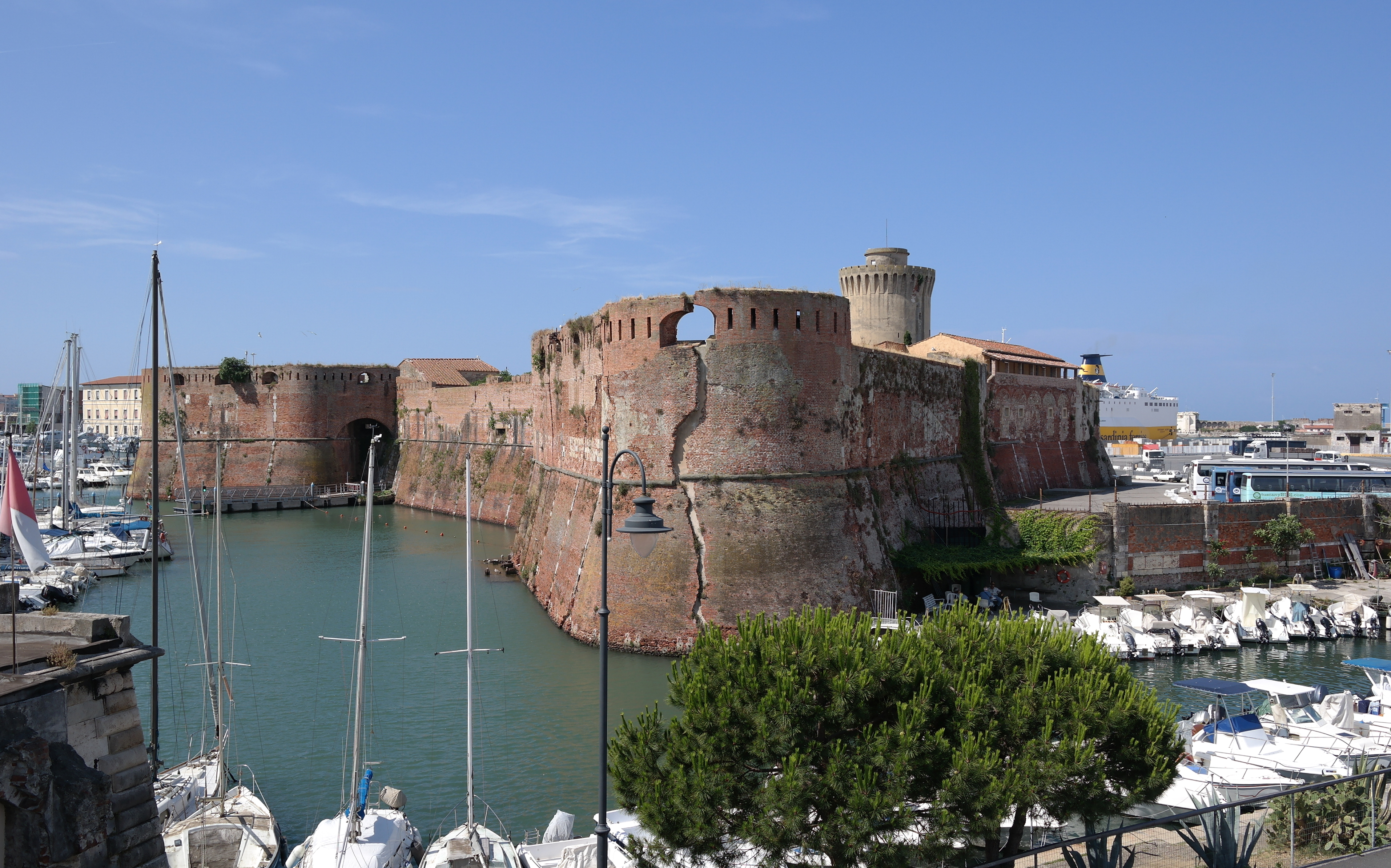
Le bastion Capitana et le donjon Matilde.

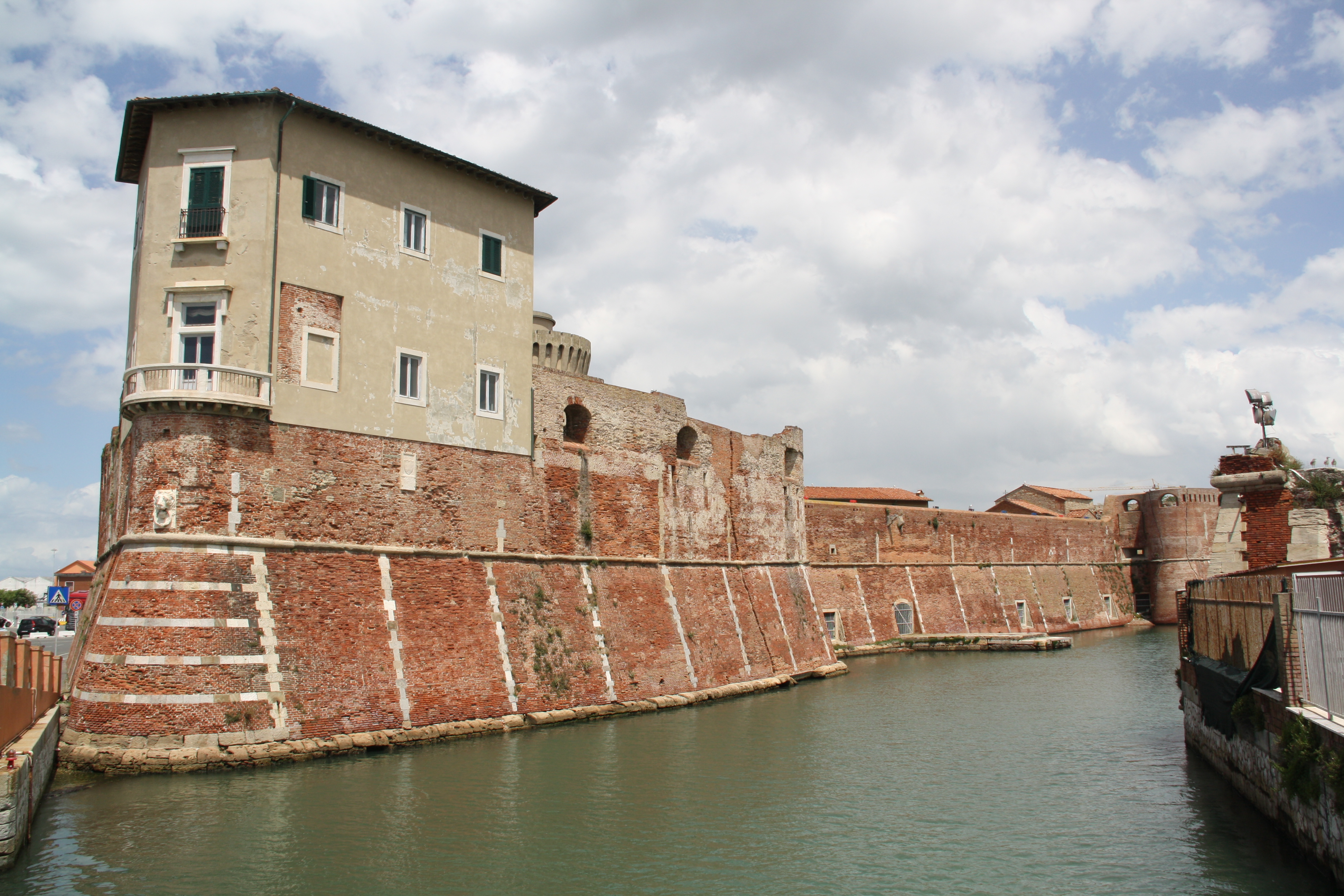
Bastion de Canaviglia

La forteresse actuelle remonte au XVIe siècle, lorsque les Médicis, devenus maîtres du château de Livourne, entreprirent une importante transformation des structures préexistantes. Les travaux commencèrent en 1519 sur la base d'un projet d'Antonio da Sangallo le Vieux et se terminèrent en 1534 , sous le duc Alexandre de Médicis, comme le rapporte une plaque commémorative encore conservée sur les murs de la même forteresse (Alex. Med. Dux Flor. Anno D 1534, la première Aprilis W. Semper).
Quelques années plus tard, le grand-duc Cosme Ier de Médicis voulut y construire un palais pour en faire sa résidence lors de ses fréquentes visites dans la ville ; le bâtiment, achevé vers 1546, se dressait au-dessus de la Quadratura dei Pisani et dominait le profil de la forteresse en raison de sa grandeur. Le Grand-Duc lui-même souhaitait construire une résidence pour sa suite à l'extérieur de la fortification (aujourd'hui le Palazzo Mediceo (it)).
Son successeur, François Ier de Médicis, construisit à la place un bâtiment face à la mer et, du côté opposé, une petite chapelle dédiée à Saint François d'Assise, où eurent lieu en 1606 les cérémonies solennelles d'élévation de Livourne au rang de ville. 
Avec la fin de la dynastie des Médicis et le passage du grand-duché de Toscane à la Maison de Lorraine, la Vieille Forteresse devint le siège d'une caserne militaire (1769) pour les nobles, afin de les former comme officiers de l'armée toscane. Par la suite, il devint le logement des derniers esclaves et des "bonavoglie" libérés après la suppression de la prison pénale. Pendant l'occupation napoléonienne, les bastions ont été surélevés avec un haut mur de couronnement avec des meurtrière pour le tir des fusils et l'ouverture de nombreuses et caractéristiques bouches pour les canons. A la même époque, un télégraphe visuel fut placé au sommet du donjon.
Partiellement utilisée comme prison (Francesco Domenico Guerrazzi y fut également emprisonné pendant une courte période) et ensuite incorporée dans la zone douanière du port, la forteresse, dans les années du milieu du XIXe siècle aux premières décennies du XXe siècle, subit de nombreuses modifications avec l'ouverture de nouvelles ouvertures internes et externes à la courtine.
La Seconde Guerre mondiale a causé d'énormes dégâts, détruisant presque entièrement le palais de Côme et la plupart des bâtiments des remparts, à l'exception du puissant donjon de Matilde. À partir des années 1970, un exigeant programme de restauration a été lancé, qui a rendu une grande partie du complexe aux citoyens.

## Description

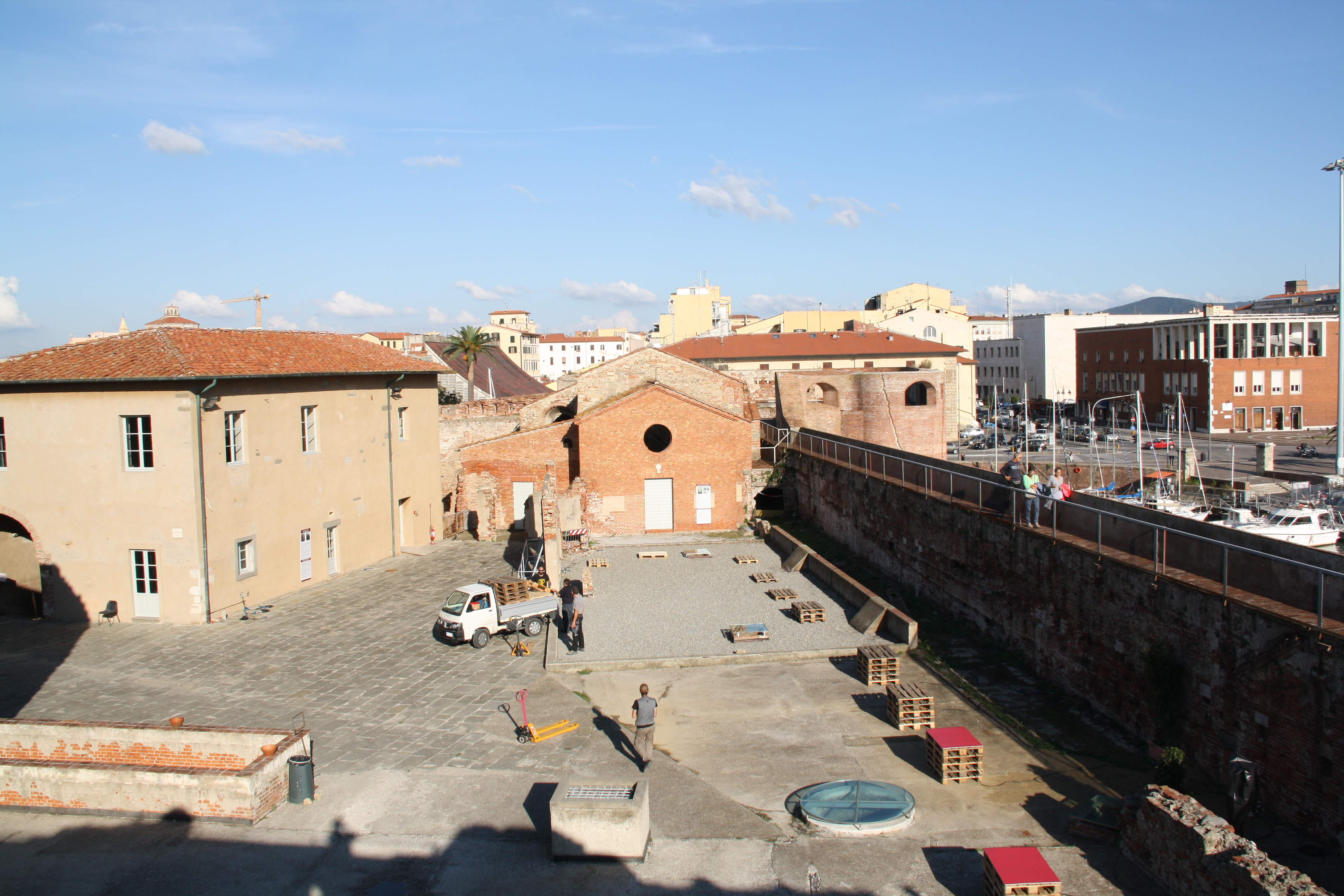
La plateforme intérieure et l'église

La Vieille Forteresse a une forme asymétrique et est composée de trois bastions (l' Ampolletta face à la ville, la Canaviglia face au port et la Capitana face au nord-est), même si initialement un quatrième était également prévu face au nord-ouest, vers la côte. Les bastions qui, comme les courtines, sont recouverts de briques ont la forme caractéristique en « cœur » inventée par les frères Sangallo. Aux angles des bastions de Canaviglia et Ampolletta, aujourd'hui remplacés par des copies en marbre, se trouvaient deux grands masques en bronze en forme de têtes de lion (actuellement exposés à l'entrée du Palais grand-ducal), œuvre de Pietro Tacca et des étudiants.
À l'origine, l'ensemble fortifié n'était accessible que par voie maritime, grâce également au creusement d'un canal entre 1522 et 1523 afin de l'isoler complètement. Une petite barge, remorquée par une corde tendue entre la forteresse et l'ancien quai,  menait à l'entrée orientale, adjacente à la grande muraille du bastion Ampolletta. Puis un imposant portail encastré dans l'escarpement du mur donne la passage. Son arc est orné de pierres Vadacouper en coin pour s'adapter à l'évasement ; l'entrée s'appelle Porta del Duca. Au-dessus de la porte, une inscription en marbre avec les armoiries des Médicis montre la devise du duc Alessandro : « Sous une même foi et une seule loi, un seul Seigneur ». Au-delà de la porte robuste s'ouvre une galerie couverte avec un mâchicoulis central au plafond et un volet de fer pour la défense. Il y avait le poste de garde et immédiatement après le Cortile d'Arme de plan carré.

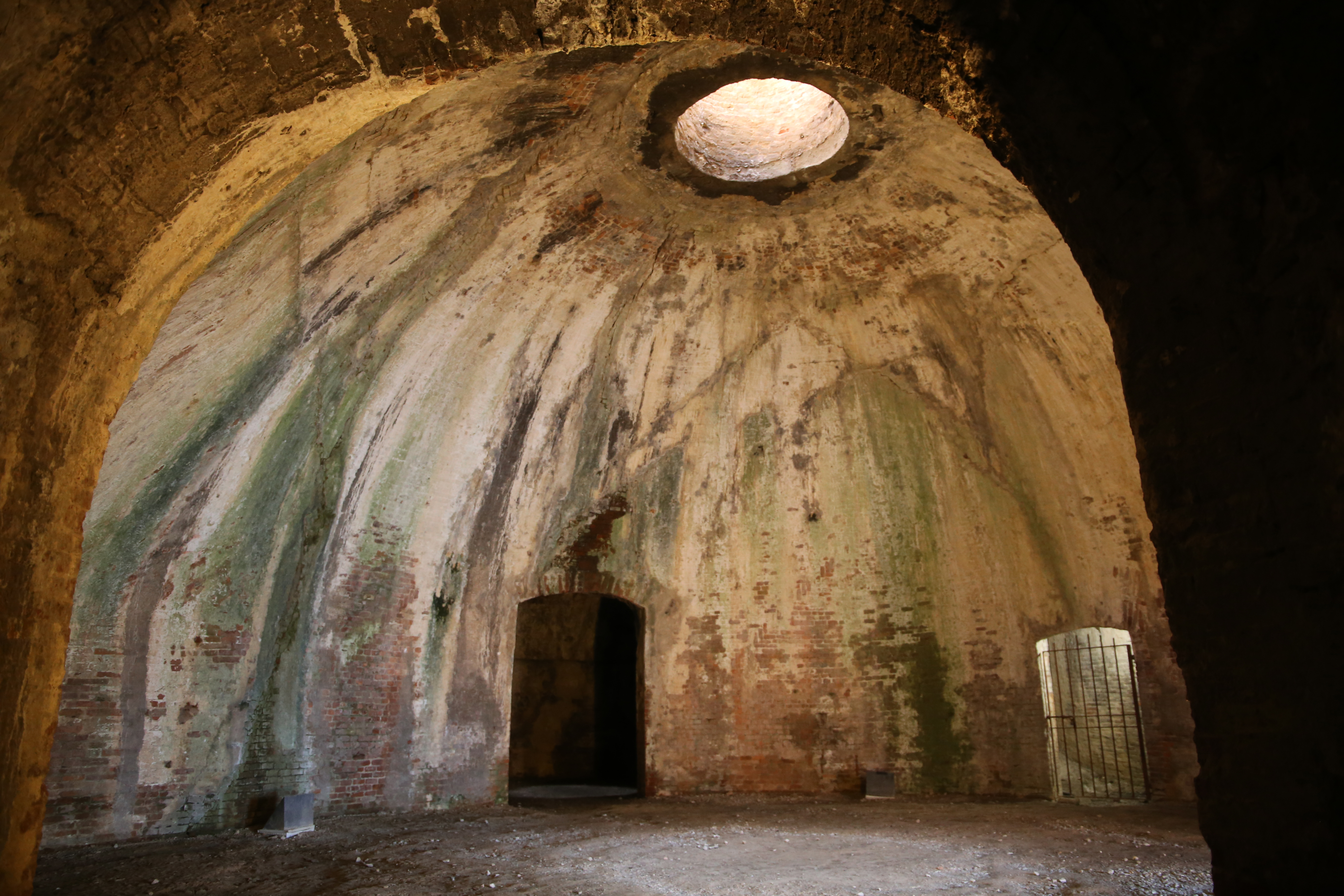
Intérieur du bastion Ampolletta.

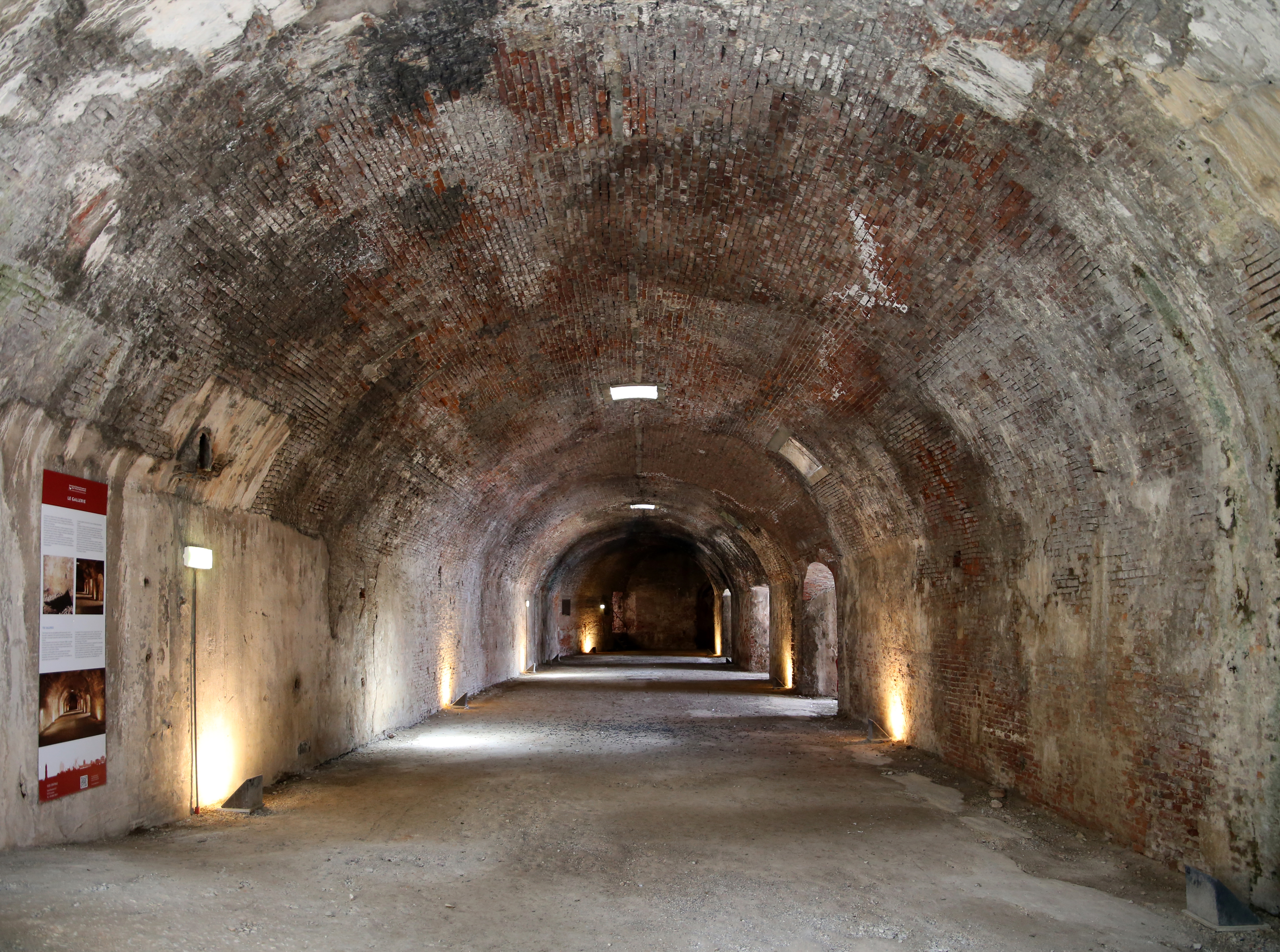
La galerie des canons.

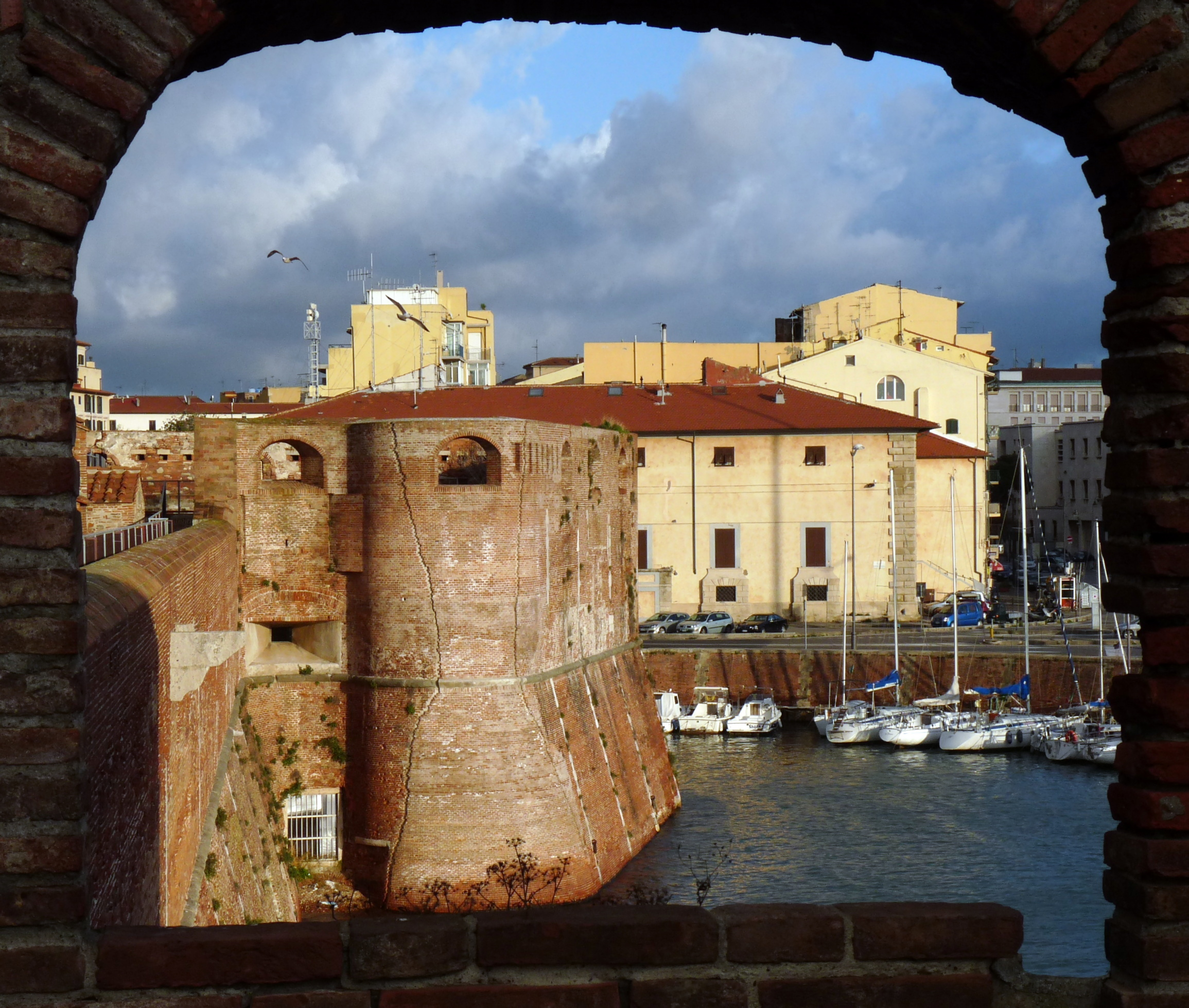
Le Palazzo Mediceo vu du bastion Canaviglia.

En effet, au-delà de cette entrée, face à la ville, les vestiges de la cour de garde à portiques, composée de piles  octogonales sur arc en plein cintre, sont encore identifiables aujourd'hui. De là, une rampe destinée aux chevaux et aux calèches, flanquée de marches pour les piétons, mène à l'étage supérieur de la forteresse, dominé par le Donjon de Matilde, du palais de Francesco I et d'autres bâtiments mineurs, dont l'église de San Francesco. Ce dernier, autrefois intégré à un bâtiment plus grand, est actuellement précédé d'une façade incongrue construite à la suite des ravages de la guerre. Les quartiers de la garnison donnaient également sur la place, qui pouvait accueillir jusqu'à cinq mille personnes, sur le palais de Cosme Ier et sur la citerne d'eau, purifiée grâce à un ingénieux système de filtration naturelle.
De ce niveau, une autre rampe mène ensuite à la galerie inférieure qui s'ouvre le long des murs face à la Darsena Vecchia et qui relie les bastions Ampolletta et Canaviglia ; un deuxième tunnel part de Canaviglia et monte jusqu'à la Quadratura dei Pisani, tandis qu'un troisième passage se développe sur le côté nord du fort. En plus de servir à la distribution et au stockage du matériel, ils servaient à contrôler les dommages subis lors des échanges de tirs.
Le Bastione della Capitana est également caractéristique, à l'intérieur duquel se trouvait une poudrière qui a explosé pendant la dernière guerre mondiale, provoquant une translation verticale du bastion lui-même et l'effondrement partiel de la voûte interne de la couverture .
Enfin, à l'intérieur du Donjon Matilde, sont conservées quelques armoiries des commandants qui ont servi dans la forteresse ; ces armoiries sont celles qui ont survécu à la destruction par les Français en 1799. Une chapelle ornée de fresques s'y trouvait également.
Les dégâts signalés lors de la dernière guerre ont effacé la plupart des bâtiments intérieurs, mais ont laissé la courtine du XVIe siècle pratiquement intacte. Pour améliorer l'accessibilité de l'intérieur, les restaurateurs ont installé une passerelle métallique caractéristique, qui couvre tout le périmètre de la forteresse, permettant une vue suggestive d'en haut sur la "Quadratura dei Pisani" et la tour carrée attenante.